# ザ・オーディション
『ザ・オーディション』は、1984年11月17日に公開された日本映画。世良公則主演・新城卓監督。世良公則の初主演映画で、デビュー時の巨額の売り出し費用でも話題を呼んだセイントフォーの映画デビュー作。オープニングクレジットでのセイントフォーの表記は、世良、志穂美悦子、平田満に続いて4番手。

## 概要
4人の無名の少女を芸能界にデビューさせることに情熱を賭ける元ロック・グループのリーダーの物語。劇中で歌手を夢見る少女4人は浜田範子、岩間沙織、鈴木幸恵、板谷祐三子で「セイント・フォー」というグループを結成し、映画の中で同時に世に売り出される。

## あらすじ
かつて芸能界を席捲したロックグループ「レイカース」のリーダー・北森修平。しかし、大手芸能プロの陰謀によるスキャンダルで表舞台から引きずり降ろされ、今は名門プロダクション・サンライズプロの社長伍代章造に拾われてマネージャー稼業に専念していた。ある日北森はタレントの卵・祐三子の売り出し路線をめぐって五代と衝突、サンライズプロを飛びだしてしまう。祐三子だけが北森を慕ってやって来たが、先行き何の展望もない北森にとって重荷以外の何物でもなかった。しかしもう一人・範子との出会いが、消えていた北森の魂に火をつけた。そして幸恵と沙織という二つの才能を発掘した修平は、自分が率いたレイカースの名前を彼女たちに託し「新生レイカース」をデビューさせようと決心した。

## キャスト
- 北森修平 - 世良公則
- 七瀬玲子 - 志穂美悦子
- 間宮秀丸 - 平田満
- 小早川範子 - 濱田のり子
- 三枝幸恵 - 鈴木幸恵
- 風間沙織 - 岩間さおり
- 兵藤祐三子 - 板谷祐三子
- 津川奈緒子 - 北原遥子
- 風間杏子 - 優ひかり
- 森あかね - 有森也実
- 矢島 - 中尾彬
- 後藤 - 本田博太郎
- 江崎 - 深水三章
- 山脇 - 小林稔侍
- 音楽祭司会者 - 宝田明
- 伍代章造 - 池部良
- 北村の同僚 - 新井康弘
- 和尚 - 加藤嘉
- イベント司会者 - 生島ヒロシ
- ドラマ撮影で祐三子をナンパする俳優 - 光石研
- 細川俊夫、石丸謙二郎、福家美峰、斉藤康彦、志賀正浩、福崎和宏 ほか

## スタッフ
- 製作総指揮 - 山本又一朗
- 監督 - 新城卓
- 企画 - 小倉斉、後藤文雄
- プロデュース - 室岡信明
- 脚本 - 中岡京平、川村俊明
- 撮影 - 栃沢正夫
- 音楽 - 馬飼野康二
- 美術 - 斎藤嘉男
- 編集 - 岡安肇
- 照明 - 岩木保夫
- 録音 - 吉田庄太郎
- 助監督 - 岩下輝幸、松本泰生、月野木隆、早川喜貴
- スチール - 副田宏明
- 製作担当 - 森重晃
- 制作主任 - 近藤恒彦
- 音響効果 - 佐々木英世、柴崎憲治
- 振付 - 一の宮はじめ
- ローラースケート指導 - 小泉博
- 体操指導 - 滑川公夫
- 音楽協力 - リバスター音産、ライトリンクスコーポレーション
- タイトル - デン・フィルムエフェクト
- MA - アオイスタジオ
- 現像 - 東洋現像所
- スタジオ - 東宝スタジオ
- 製作協力 - 日芸プロジェクト、リバスター音産、ハウス食品、オートラマ、テレビ朝日

## 音楽
不思議TOKYOシンデレラ
作詞 - 森雪之丞 / 作曲 - 加瀬邦彦 / 編曲 - 船山基紀
恋気DEナマイ気
作詞 - 岩里祐穂 / 作曲 - 岩里未央 / 編曲 - 船山基紀
Rock'n Roll Dreams Come Through
作詞 - Jim Steinman（日本語詞 - 松本一起） / 作曲 - Jim Steinman / 編曲 - 馬飼野康二

## 製作
製作としてクレジットされているフィルムリンク・インターナショナルは、製作総指揮の山本又一朗の会社で、トライストーン・エンタテイメントの前身にあたる。製作にあたり山本が「タレントをデビューさせ、育てる現実とドラマを同時に進行させ、またその映画の中で各種企業が新製品を開発・販促・宣伝する」というコンセプトを打ち出した。また山本は、「ボクはアイドルタレントのかわい子ちゃん映画をやるつもりはありません。彼女らの命がけのダンスを撮ったつもりです。それだけにはじめ1億5000万の製作費でスタートしたんですが、いまや倍の3億円を優に超えています。おそらくこの映画が封切られたらアメリカのダンサーも吹っ飛ぶでしょう」などと述べた。本作の製作費は5億円で、宣伝費など間接費を加えると9億円。『週刊現代』1984年9月29日号の記事によれば、この映画に＋音楽＝アルバム、カセット、ビデオディスクなどリバスター音産が2億円、CFキャンペーン＝オートラマ（マツダ、フォードのプロジェクト会社）が映画のために特別仕様のテルスター、レーザー（1500㏄～2000㏄）を200台製作（ユーザー用）し、このキャンペーン費用が15億円。これにハウス食品のCF、単行本、コンサート、雑誌出演を合わせて、セイントフォーの売り出し費用は合計40億円と書かれている。
監督の新城卓は前年1983年の『オキナワの少年』でデビューし監督2作目。有森也実が新人歌手・森あかね役で出演しているが、公式プロフィールからは抹消されている。セイントフォーを鍛えるインストラクター・津川奈緒子を演じる北原遥子は、宝塚歌劇団出身の女優で、日本航空123便墜落事故により24歳で亡くなった。
1984年8月末クランクイン、10月始めクランクアップ。これだと撮影は1ヵ月ちょっとになるが、世良は「2ヵ月の厳しい撮影だったが完全燃焼できた」と話している。

## ロケ地
- 東京都
  - 銀座か新宿のホコ天
  - 原宿代々木公園のホコ天
  - 東京タワー（ライトアップの前で航空障害灯のみ。深夜は真っ暗になる。世良の住む家は窓から東京タワーが大きく見える港区あたりの高級住宅）
  - 上野駅
  - 新宿副都心（エンドロールは新宿副都心の空撮）
  - 洋館（旧本多忠次邸）

※以下、エンドロールでロケーション協力としてクレジットされるのは、 スタジオハウス銀河、京王百貨店、コクヨホール、グランドホテル浜松（静岡県）

## 配給
東宝東和の配給で洋画系劇場で公開。

## 備考
- 劇中に使用される音楽は、前記のようにセイントフォーの曲と「Rock'n Roll Dreams Come Through」であるが、巻頭のオープニングクレジット他、エンドロールや劇中で何度も流れる曲は「アメイジング・グレイス」である。トランペット、バイオリン、オーケストラアレンジなど、バージョンを変えて何度も流れるが、クレジットタイトルでは表示されない。
- オープニングクレジットの後、スタジオ撮影で、光石研が板谷祐三子をナンパするシーンがあるが、周りに当時流行していた原宿ホコ天のローラー族風の若者らの中に4人ブレイクダンスを踊る男の子がおり、バックスピンやロボットダンスなど簡単な技を行う。ブレイクダンスの日本での普及について、「『ワイルド・スタイル』に出演したダンサーが1980年代前半にツアーで日本に来て、それを見た人たちが代々木（代々木公園前）のホコ天で始めて日本に広がった」とする証言があるが[15]、劇中、代々木のホコ天も映るがブレイクダンスをやっている者はいない。
- 世良が芸能界で再起を賭けるべく、板谷祐三子を中心にかつての自身のバンドと同じ4人組のアイドルグループを結成し、同じ「レイカース」という名前を付け、夢を追いかけるという設定だが、2人目以降は街でメンバーをスカウトするが、これがあっという間に4人組になる。この「レイカース」は世良の自費で2000枚をリリースするも売れずに、オーディションに参加して大手レコード会社に売り出してもらおうとする。

## 作品の評価
- セイントフォーのメンバー・鈴木幸恵は「わりとロックな作りになっていて、アイドル映画としては完成度が高かったと思う」と述べている[16]。

## 映像ソフト
- セイントフォーが現実でも事務所とのトラブルが発生したため映像は封印状態と書かれた文献もあるが[11]、ビデオ、レーザーディスクは発売されていた[17]。ただし画角は 4:3 にトリミング、メディアの制限により8分程度カット編集されている。このため、加藤嘉や生島ヒロシ等、クレジットされながら登場しない者もいる。